# Conceição do Lago-Açu
Conceição do Lago-Açu es un municipio brasileño del estado del Maranhão. Su población estimada en 2004 era de 9.861 habitantes.